# Linea proibita
In fisica, una linea proibita è una linea spettrale, emessa da un atomo dove avvengono transizioni di energia non permesse dalle regole di selezione della meccanica quantistica. In fisica ciò non significa che il processo viola le leggi di natura ma che esso non ha potuto prodursi attraverso la via più efficiente (dipolo elettrico). Quando un atomo o una molecola è in uno stato eccitato, c'è una piccola probabilità che la transizione si verifichi. Per definizione, tale probabilità è molto inferiore a quella delle transizioni permesse dalle regole di selezione. Di conseguenza, se un atomo può emettere radiazione mediante una transizione permessa, quasi certamente seguirà questa strada piuttosto che quella proibita. Tuttavia le transizioni proibite hanno una probabilità non nulla. Gli stati che possono decadere solo in questo modo (i cosiddetti stati metastabili) di solito hanno una durata di alcuni millisecondi, molto più lunga degli stati che decadono mediante transizioni permesse, che hanno durata inferiore al microsecondo.

## In astrofisica

Linee di emissione dell'ossigeno ionizzato due volte (O III): le linee proibite sono rappresentate in verde.

Le linee di emissione proibite sono state osservate solo nei gas o nei plasma a bassissima densità, nello spazio o nell'alta atmosfera terrestre. Anche il vuoto più spinto che è possibile creare nei laboratori terrestri ha una densità troppo alta per permettere una transizione proibita prima che l'atomo stesso non decada in uno stato non-eccitato in conseguenza di una collisione con un altro atomo. Tuttavia, nello spazio, le densità si aggirano nell'ordine di pochi atomi per centimetro cubo, sicché le collisioni sono improbabili. In queste condizioni, se un atomo o una molecola viene eccitato per qualunque ragione in uno stato metastabile, allora quasi sicuramente decadrà tramite una transizione proibita. Siccome gli stati metastabili sono abbastanza comuni, le transizioni proibite rappresentano una percentuale significativa di quelle che avvengono nei gas a bassissima densità.
Le linee proibite vengono segnalate ponendo delle parentesi quadre intorno all'atomo o alla molecola interessati, per esempio [O III], o [S II]. Le linee proibite dell'azoto ionizzato (N II) λ654,8 nm e λ658,4 nm, dello zolfo ionizzato (S II) λ671,6 nm e λ673,1 nm e dell'ossigeno ionizzato una volta (O II) λ372,7 nm e due volte (O III) λ436,3 nm, λ495,9 nm e λ500,7 nm vengono frequentemente osservate nel plasma stellare e interstellare, per esempio nelle nebulose planetarie o nelle regioni H II. Inoltre la riga a 21 cm dell'idrogeno neutro è una linea proibita che riveste una grandissima importanza in radioastronomia in quanto consente di individuare l'idrogeno neutro a bassa temperatura.